# Ahuimanu
Ahuimanu és una concentració de població designada pel cens dels Estats Units a l'estat de Hawaii. Segons el cens del 2000 tenia 8.506 habitants.

## Demografia
Segons el cens del 2000, Ahuimanu tenia 8.506 habitants, 2.591 habitatges, i 2.204 famílies La densitat de població era de 1832,09 habitants per km².
Dels 2.591 habitatges en un 41,4% hi vivien nens de menys de 18 anys, en un 68,9% hi vivien parelles casades, en un 11,2% dones solteres, i en un 14,9% no eren unitats familiars. En el 10,0% dels habitatges hi vivien persones soles el 2,4% de les quals corresponia a persones de 65 anys o més que vivien soles. El nombre mitjà de persones vivint en cada habitatge era de 3,28 i el nombre mitjà de persones que vivien en cada família era de 3,51.
Per edats la població es repartia de la següent manera: un 27,9% tenia menys de 18 anys, un 8,3% entre 18 i 24, un 28,8% entre 25 i 44, un 28,0% de 45 a 64 i un 7,0% 65 anys o més.
L'edat mediana era de 36,0 anys. Per cada 100 dones hi havia 98,32 homes. Per cada 100 dones de 18 o més anys hi havia 95,6 homes.
La renda mediana per habitatge era de 71.732 $ i la renda mediana per família de 74.788 $. Els homes tenien una renda mediana de 47.910 $ mentre que les dones 37.929 $. La renda per capita de la població era de 25.381 $. Aproximadament el 2,8% de les famílies i el 3,9% de la població estaven per davall del llindar de pobresa.

## Poblacions més properes
El següent diagrama mostra les poblacions més properes.